# The Comedians (serie televisiva 2017)
The Comedians è una serie televisiva italiana prodotta nel 2017.
La serie è un remake della serie televisiva statunitense della rete via cavo FX The Comedians, a sua volta liberamente ispirata alla serie svedese Ulveson and Herngren.
La prima stagione, composta da 10 episodi, viene trasmessa dal 15 novembre 2017 in prima visione assoluta su TV8 di Sky..

## Trama
La sitcom, realizzata con la tecnica del falso documentario, segue le vicende di due attori comici, Claudio e Frank, durante il dietro le quinte della realizzazione di uno spettacolo comico televisivo fittizio intitolato Claudio & Frank Show, ambientato all'interno degli studi televisivi di Sky, che li vede protagonisti tra mille disavventure e sketch comici.

## Episodi
| Stagione       | Episodi | Prima TV |
| -------------- | ------- | -------- |
| Prima stagione | 10      | 2017     |

## Personaggi e interpreti

### Personaggi principali
- Claudio, interpretato da Claudio Bisio
- Frank, interpretato da Frank Matano

### Personaggi secondari
- Lucia, interpretata da Susy Laude
- Stefano, interpretato da Pietro Ragusa
- Filippo Martini, interpretato da Maurizio Lombardi
- Virginia, interpretata da Valentina Pegorer
- Ippolita, interpretata da Francesca Agostini
- Davide, interpretato da Filippo Cerra

### Guest star
- Fabio Caressa
- Carlo Cracco
- Diletta Leotta
- Guido Meda
- Alessandro Cattelan
- Bobo Vieri

## Produzione
La serie, prodotta da Dry Media, è stata annunciata durante la presentazione del palinsesto 2017-2018 di Sky. Gli episodi sono diretti dal regista Luca Lucini e scritti da Federico Baccomo, Chiara Laudani, Carlo Bassetti, Simone Laudiero, Fabrizio Luisi e Pier Mauro Tamburini.
Le riprese sono iniziate nel marzo del 2017 negli studi di Sky.